# Schweizer Fussballmeisterschaft 1911/1912
Patnáctý ročník Schweizer Fussballmeisterschaft (česky: Švýcarské fotbalové mistrovství) se konal za účastí již nově dvaceti tří klubů.
Dvacet tři klubů bylo rozděleno do tří skupin (východ, centrum a západ), poté se vítězové skupin utkali proti sobě každý s každým. Sezonu vyhrál poprvé ve své historii FC Aarau.